# 達馬克足球會
達馬克足球會（阿拉伯语：ضمك，羅馬化：Ḍamak），是一家沙特阿拉伯的足球俱乐部，于1927年成立，目前参加沙特职业足球联赛。

## 球队主场
球队主场设立于布赖代的阿卜杜拉国王体育城体育场，能容纳 25,000 人。

## 荣誉
- 沙特足球甲级联赛亚军：2018–19
- 沙特阿拉伯足球乙级联赛冠军：1980–81、2014–15
  - 亚军：1989–90、2004–05
- 沙特足球丙级联赛亚军：2002–03

## 著名球員
- 哈比卜·迪亞洛（Habib Diallo，2024-）